# Amritsar

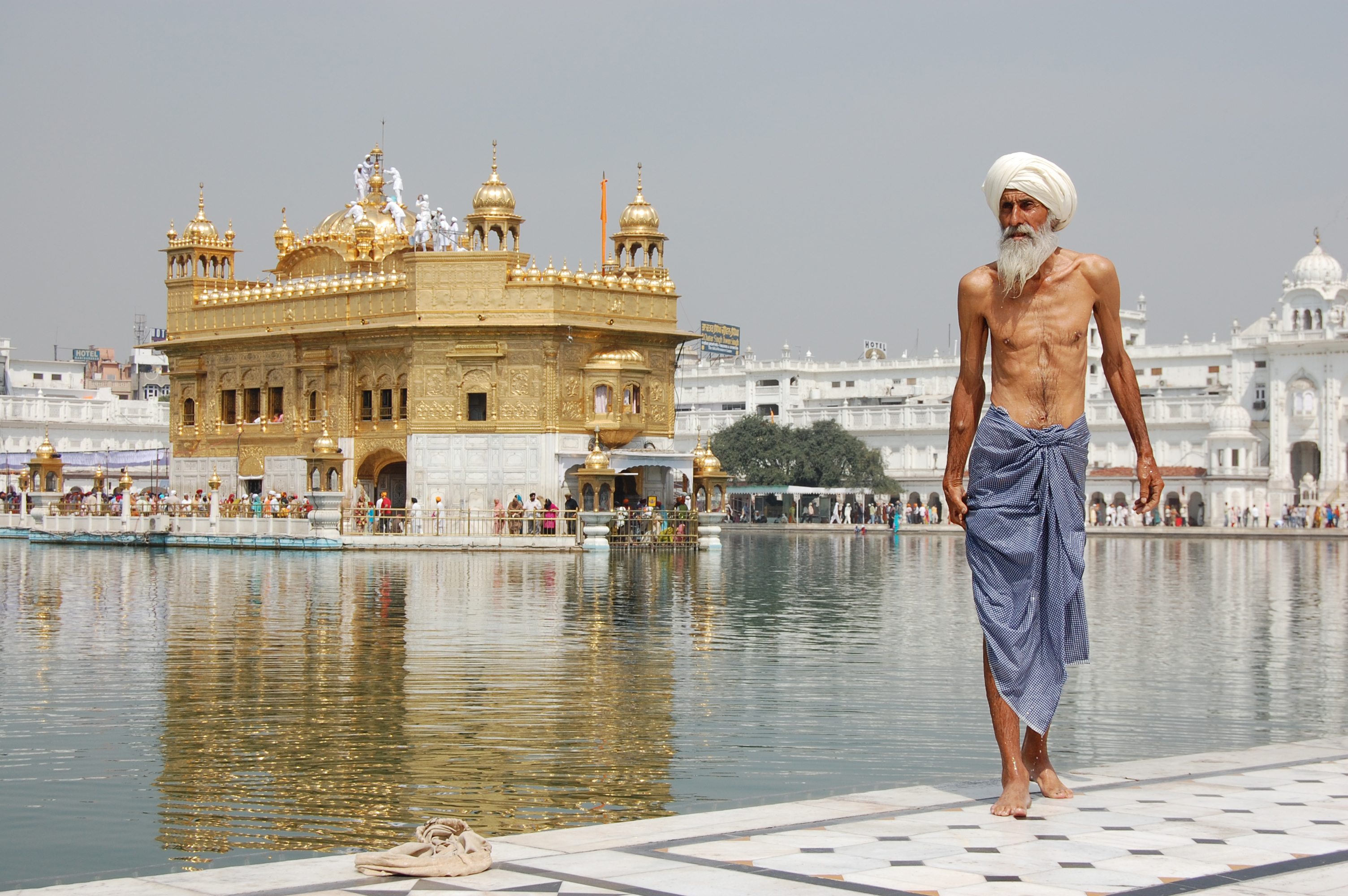
Sikhisk pilgrim efter reningsbad utanför Gyllene templet.

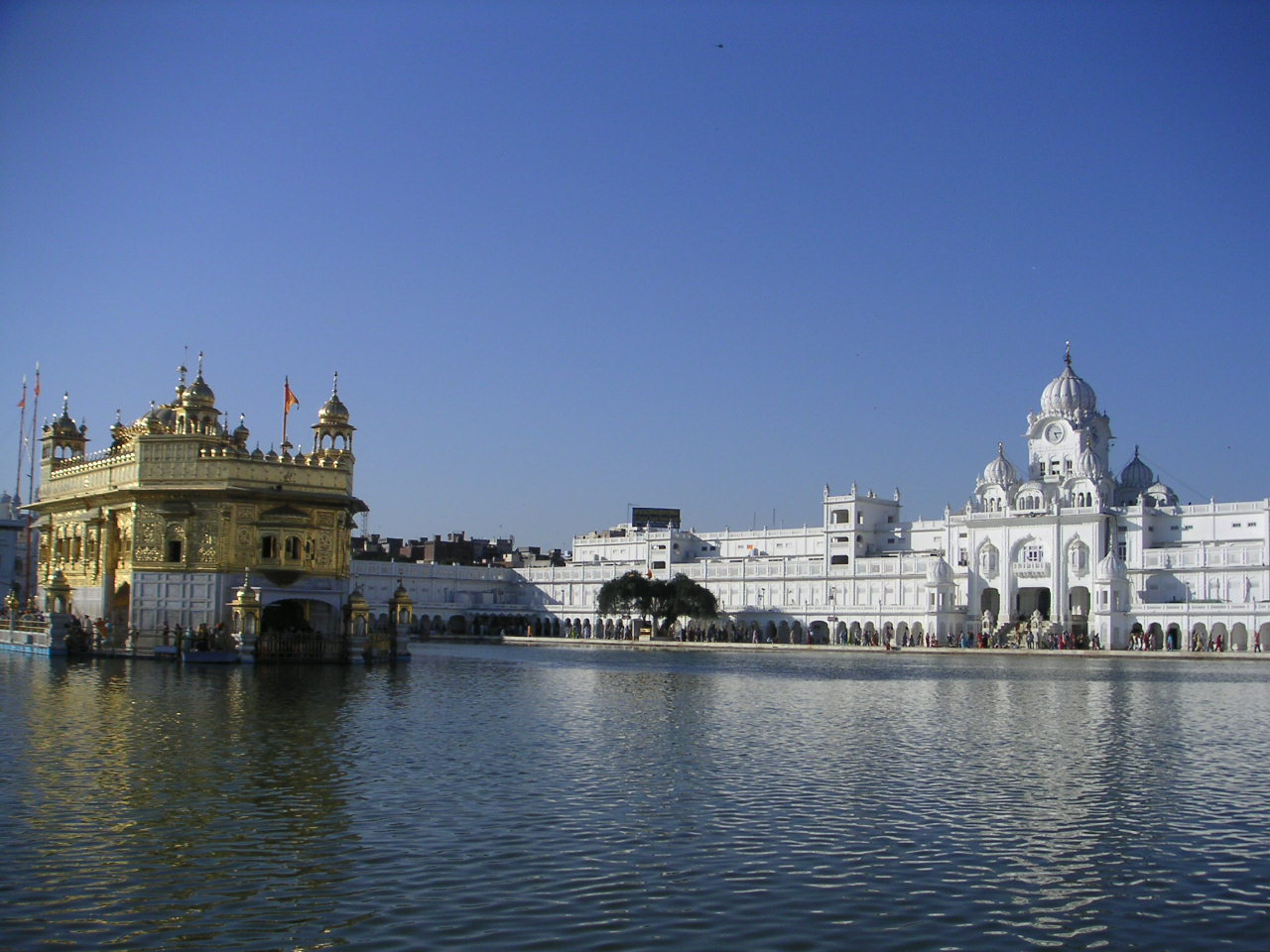
Gyllene templet.

Amritsar (punjabi helig nektarsamling), är en stad i den indiska delstaten Punjab, och är huvudort för ett distrikt med samma namn. Staden grundades av Guru Ram Das och är sikhismens heliga stad. Folkmängden uppgick till 1 132 383 invånare vid folkräkningen 2011, med förorter 1 183 549 invånare.
I Amritsar finns Gyllene templet (Harmander Sahib), som är sikhernas centrala helgedom. Det färdigställdes 1601 och Guru Granth Sahib, sikhernas heliga bok, placerades 1604 i helgedomen. 
13 april 1919 ägde Amritsarmassakern rum, då mellan 379 och 1 526 människor dödades.
Stadens flygplats heter Sri Guru Ram Dass Jee International Airport.